# جزیره توهم
جزیره ی توهّم (به انگلیسی: The Isle of Illusion) جلد دوم مجموعه ی سه جلدی«سرزمین سایه ها ی دلتورا» اثر امیلی رودا (جنیفر روو) است و در ۲۰۰۲ توسط انتشارت اسکلاستیک منتشر شده است.